# 蒙特
蒙特（法語：Monteux，法語發音：[mɔ̃tø]）是法国普罗旺斯-阿尔卑斯-蓝色海岸大区沃克吕兹省的一个市镇，属于卡庞特拉区。

## 地理
蒙特（44°2'8"N, 4°59'50"E）面积39.02 平方千米，位于法国普罗旺斯-阿尔卑斯-蓝色海岸大区沃克吕兹省，该省份为法国东南部内陆省份，北起德龙省，西北接阿尔代什省，西接加尔省，南至罗讷河口省，东南角与瓦尔省接壤，东临上普罗旺斯阿尔卑斯省。
与蒙特接壤的市镇（或旧市镇、城区）包括：贝达里德、萨里扬、洛里奥勒迪孔塔、卡庞特拉、佩尔讷莱方丹、阿尔唐德帕吕。

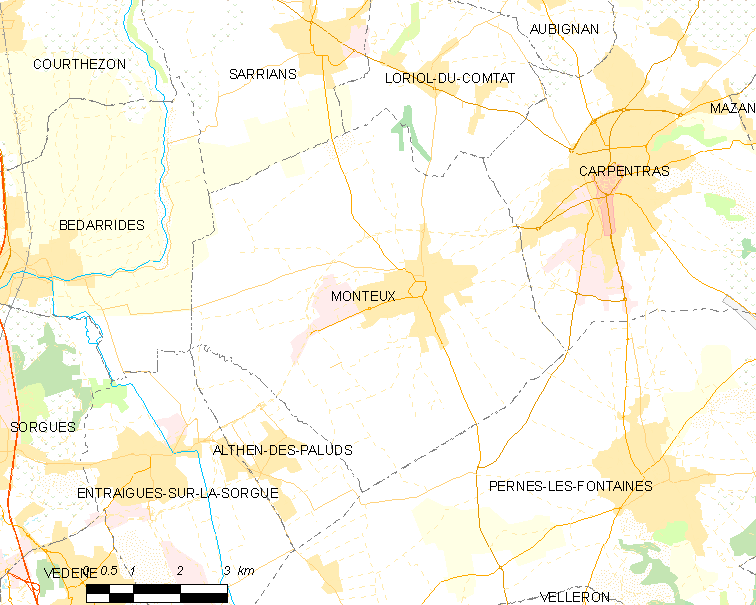
蒙特的OSM定位图

蒙特的时区为UTC+01:00、UTC+02:00（夏令时）。

## 行政
蒙特的邮政编码为84170，INSEE市镇编码为84080。

## 政治
蒙特所属的省级选区为蒙特县。

## 人口

1962-2008年间蒙特人口变化图示

蒙特于2022年1月1日时的人口数量为13159人。